# Вискер
Виске́р (фр. Visker, окс. Bisquèr) — коммуна во Франции, находится в регионе Юг — Пиренеи. Департамент — Верхние Пиренеи. Входит в состав кантона Осён. Округ коммуны — Тарб.
Код INSEE коммуны — 65479.

## География

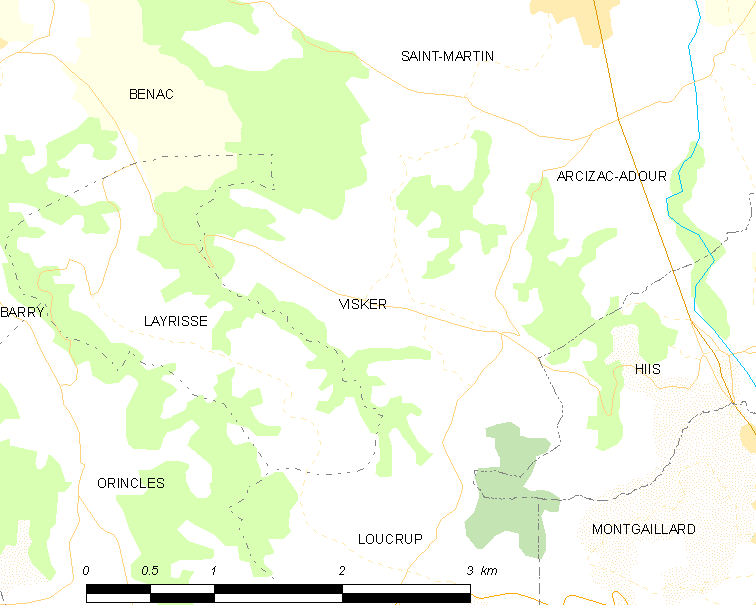
Карта коммуны

Коммуна расположена приблизительно в 660 км к югу от Парижа, в 125 км юго-западнее Тулузы, в 11 км к югу от Тарба.

## Климат
Климат умеренно-океанический с солнечной тёплой погодой и обильными осадками на протяжении практически всего года.

## Население
Население коммуны на 2010 год составляло 332 человека.
| 1962 | 1968 | 1975 | 1982 | 1990 | 1999 | 2010 |
| ---- | ---- | ---- | ---- | ---- | ---- | ---- |
| 185  | 183  | 182  | 223  | 245  | 309  | 332  |

## Администрация
| Период | Период | Фамилия       | Партия | Примечания |
| ------ | ------ | ------------- | ------ | ---------- |
| 1989   | 1995   | Андре Домек   |        |            |
| 1995   | 2001   | Андре Бертран |        |            |
| 2001   | 2008   | Жан Дюко      |        |            |
| 2008   | 2020   | Мариз Верду   |        |            |

## Экономика
В 2010 году среди 228 человек трудоспособного возраста (15-64 лет) 164 были экономически активными, 64 — неактивными (показатель активности — 71,9 %, в 1999 году было 71,2 %). Из 164 активных жителей работали 148 человек (78 мужчин и 70 женщин), безработных было 16 (5 мужчин и 11 женщин). Среди 64 неактивных 29 человек были учениками или студентами, 24 — пенсионерами, 11 были неактивными по другим причинам.

## Фотогалерея

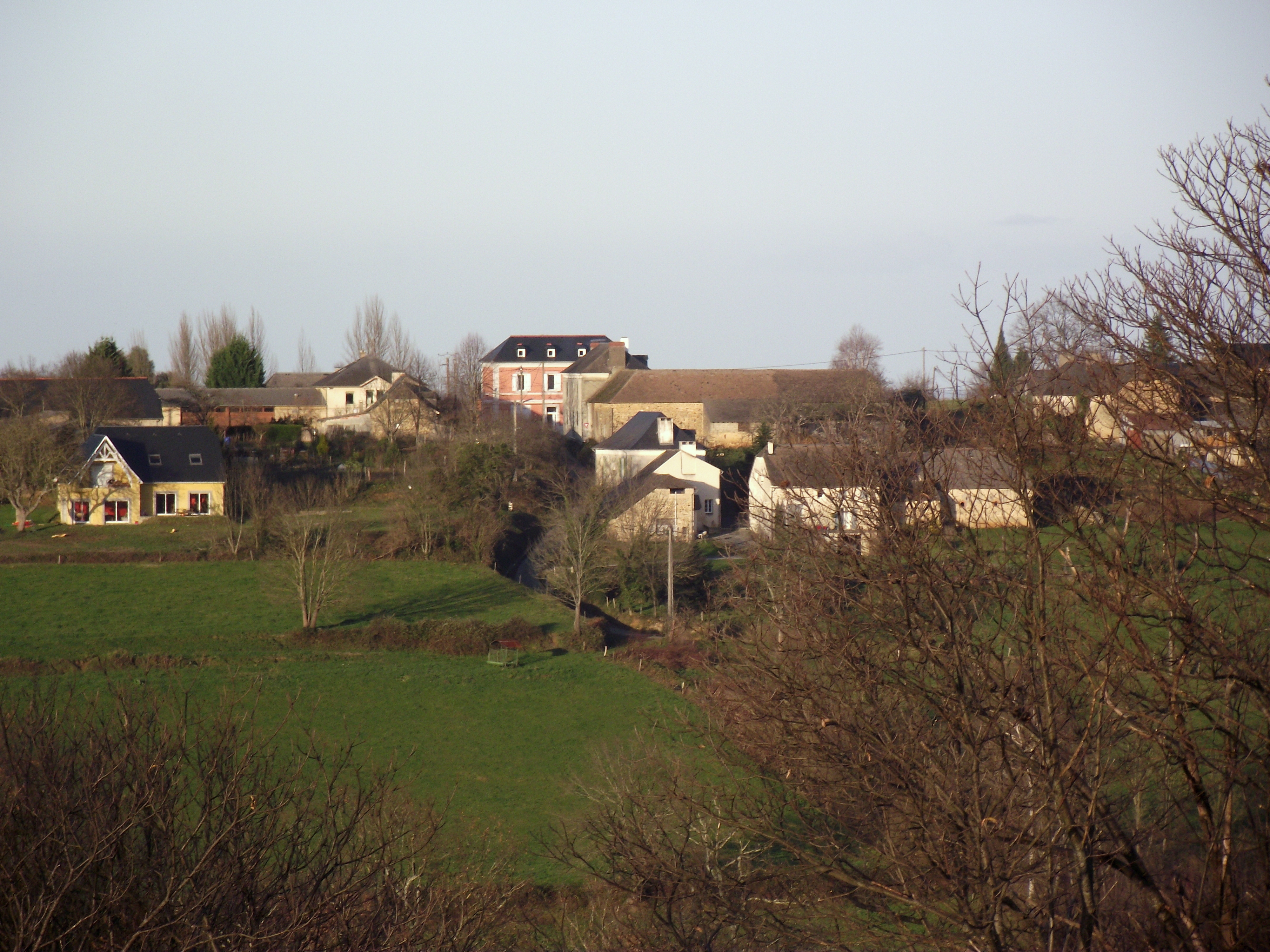
Вискер
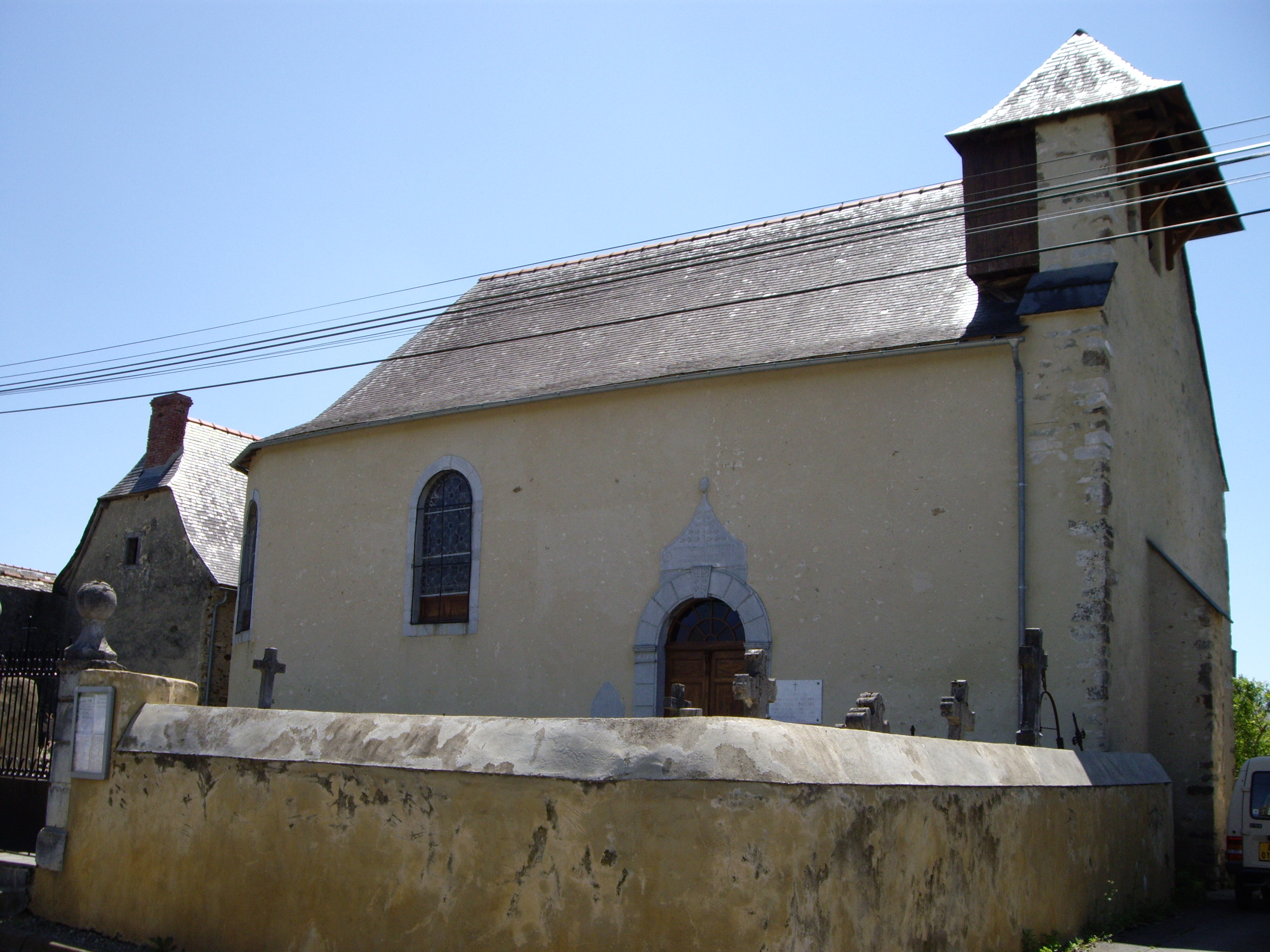
Церковь
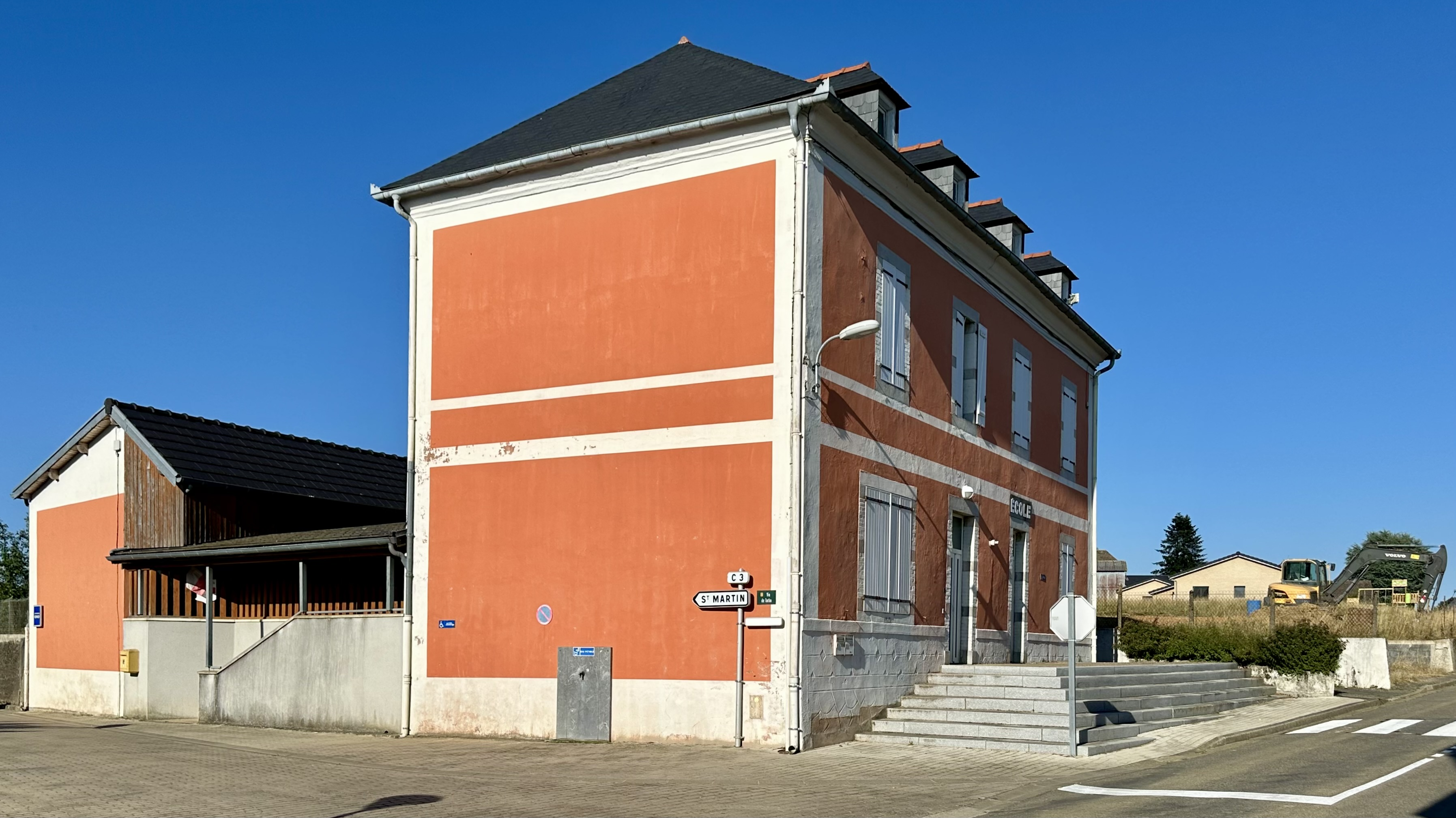
Школа
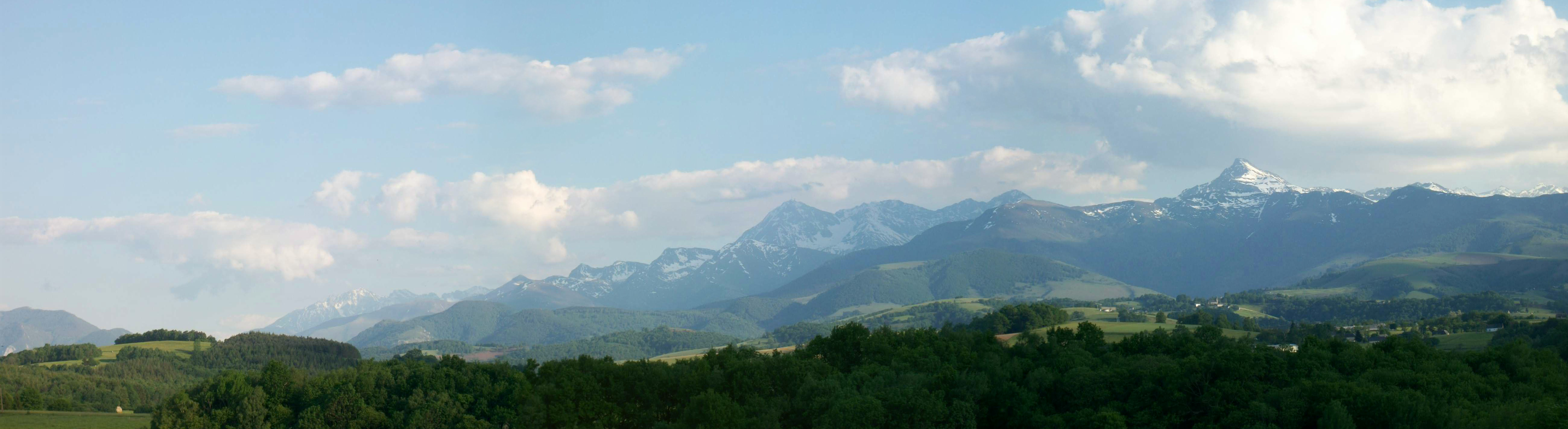
Вид на Пиренеи